# Nevadai selymesmadár
A nevadai selymesmadár (Phainopepla nitens) a madarak osztályának verébalakúak (Passeriformes) rendjébe tartozó  selymesmadárfélék (Ptilogonatidae) családjába tartozó Phainopepla nem egyetlen faja.

## Megjelenése
Testhossza 18-20 centiméter. Mindkét ivar jellemző bélyege a hegyes tollbóbita és a hosszú farok. A hímek csillogó kékesfekete színűek, fehér szárnyfoltjuk csak röptükben látszik. A tojók szürkék.

## Elterjedése
Az Amerikai Egyesült Államok déli részének valamint Mexikó bozótos vidékeinek és félsivatagjainak lakója.

## Életmódja
Fő tápláléka a fagyöngyfélék családjába tartozó félélősködő növények bogyói. Emellett egyéb bogyókat és magvakat is fogyaszt, továbbá rovarokat kap el röptükben.
Általában kis létszámú, nomád csoportokban él. A táplálékban különösen gazdag helyeken azonban több száz egyed is összegyűlhet.

## Szaporodása

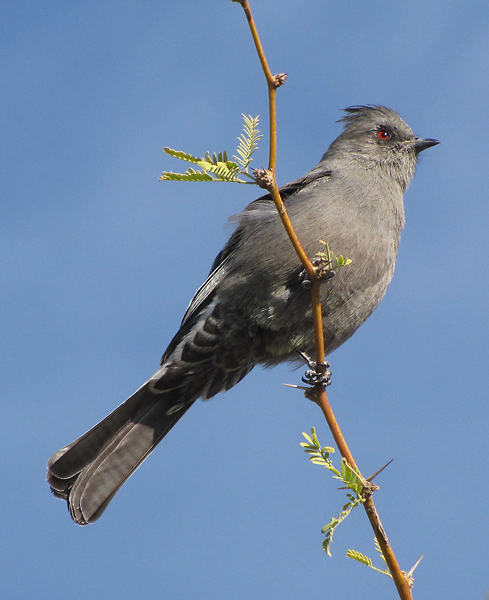
A tojó

Tavasz elején a párok ágakból jól megépített fészket raknak jól elrejtve a sűrű bozótosban vagy egy fa koronájában. A két-három tojáson mindkét szülő kotlik, mintegy két hétig. A fiatal madarak húsz nappal kikelésük után már röpképesek. Amint hűvösebbre fordul az idő az öreg madarak melegebb, nedvesebb klímájú területre költöznek, ahol olykor még egy fészekaljat nevelnek fel.